# Firas Khoury
Firas Khoury (àrab: فراس خوري) és un director de cinema i guionista palestí. És conegut per dirigir el llargmetratge Alam i pel curtmetratge Maradona's Legs.

## Carrera
Firas es va graduar a la Universitat de Tel Aviv amb una llicenciatura en cinema. Anteriorment va aparèixer en el que es considera el primer telerealitat israelià,  Project Y (פרויקט Y), i va guanyar la seva primera temporada (2003). També va aparèixer a la sèrie documental de Ron Cahlili Achlu Li Shatu Li - The Next Generation (2016).
El 2008, Khoury va assistir al Berlinale Talent Campus. Va ensenyar expressió cinematogràfica al Teatre de la Llibertat al camp de Jenin.
Khoury és el fundador del Grup Falastinema, que presenta projeccions i activitats de cinema a tot Palestina. L'any 2010, el seu curtmetratge Yellow Mums va guanyar el millor curtmetratge al Festival de Cinema de Jerusalem.
El curtmetratge de Khoury Maradona's Legs es va estrenar al Festival Internacional de Cinema de Palm Springs el 2019.
Khoury va escriure i dirigir el seu primer llargmetratge Alam, que es va estrenar al Festival Internacional de Cinema de Toronto de 2022, i va guanyar la Piràmide d'Or del Festival Internacional de Cinema del Caire a la millor pel·lícula.

## Filmografia
| Any  | Títol                    | Guionista | Director | Notes         |
| ---- | ------------------------ | --------- | -------- | ------------- |
| 2005 | Islamic                  | Sí        | Sí       | Curtmetratge  |
| 2006 | Two Arabs                | Sí        | Sí       | Curtmetratge  |
| 2006 | Hit Man                  | Sí        | Sí       | Curtmetratge  |
| 2007 | Seven Days in Deir Bulus | Sí        | Sí       | Curtmetratge  |
| 2010 | Yellow Mums              | Sí        | Sí       | Curtmetratge  |
| 2011 | Responsibility           | Sí        | Sí       | Curtmetratge  |
| 2017 | And an Image Was Born    | Sí        | Sí       | Curtmetratge  |
| 2019 | Maradona's Legs          | Sí        | Sí       | Curtmetratge  |
| 2022 | Alam                     | Sí        | Sí       | Llargmetratge |
| TBA  | Dear Tarkovsky           | Sí        | Sí       | Llargmetratge |

Com a actor
- 2008 - On Any Saturday
- 2011 - The Promise
- 2012 - L'Attentat

## Premis i nominacions
| Any  | Resultat  | Premi                                      | Categoria                    | Treball         | Ref.   |
| ---- | --------- | ------------------------------------------ | ---------------------------- | --------------- | ------ |
| 2022 | Guanyador | Festival Internacional de Cinema del Caire | Millor pel·lícula            | Alam            | [ 15 ] |
| 2022 | Nominada  | Asia Pacific Screen Awards                 | Millor llargmetratge juvenil | Alam            | [ 16 ] |
| 2019 | Guanyador | Sedicicorto International Film Festival    | Concurs Internacional        | Maradona's Legs | [ 17 ] |
| 2020 | Guanyador | Festival de Cinema de Tampere              | Competició internacional     | Maradona's Legs | [ 18 ] |
| 2020 | Guanyador | La Guarimba International Film Festival    | Millor Curtmetratge          | Maradona's Legs | [ 19 ] |
| 2020 | Guanyador | Aesthetica Curtmetratge Festival           | Millor comèdia               | Maradona's Legs | [ 20 ] |